# Benacoceras
Benacoceras – rodzaj głowonogów z podgromady amonitów.
Żył w okresie jury (kimeryd).